# Емил Ројтер
Емил Ројтер (фр. Émile Reuter; Луксембург, 2. јун 1874 — Луксембург, 14. фебруар 1973) је био луксембуршки политичар. Био је тринаести премијер Луксембурга и на овом положају је провео шест година, од 28. септембра 1918. до 20. марта 1925. године.